# Bolero
 Ovo je glavno značenje pojma Bolero. Za druga značenja pogledajte Bolero (razdvojba).
Bolero je  3/4-taktni ples koji vodi podrijetlo iz Španjolske i vrlo je popularan u južnoameričkim državama.
Često mijenja takt, a razvio se iz plesova Contradanza i Sevillana. Sebastian Zerezo, plesač na španjolskom dvoru smatra se izumiteljem bolera 1780. godine. Ples izvode dvije osobe koje plešu uz kastanjete i uz instrumentalnu pratnju. Globalnu popularnost bolero doživljava kroz istoimenu kompoziciju Mauricea Ravela.

## Slični plesovi / glazbeni stilovi
- Cumbia
- Salsa
- Habanero

## Vanjske poveznice
- Music & Dance  Arhivirana inačica izvorne stranice od 4. ožujka 2012. (Wayback Machine) Povijest glazbe i plesa (njem.)